# جورج هوارد هربیگ
جورج هوارد هربیگ (انگلیسی: George Herbig; ۲ ژانویهٔ ۱۹۲۰ – ۱۲ اکتبر ۲۰۱۳) دانشمند در زمینه ستاره‌زایی اهل ایالات متحده آمریکا در انستیتوی اخترشناسی هاوایی دانشگاه هاوایی بود. او شاید بیشتر برای کشف اشیاء هربیگ-هارو شناخته شده‌است.
وی همچنین برندهٔ جوایزی همچون جایزه بروس بوده‌است.